# Ville Lehmusvirta
Hjalmar Vilhelm „Ville” Lehmusvirta (ur. 20 listopada 1889 w Tampere, zm. 17 kwietnia 1952 w Viljakkali) – zapaśnik reprezentujący Finlandię. Olimpijczyk ze Sztokholmu 1912, gdzie zajął szóste miejsce w wadze piórkowej.
Brązowy medalista mistrzostw świata w 1911 roku. Drugi na mistrzostwach kraju w 1912 roku

## Letnie Igrzyska Olimpijskie 1912
| Konkurencja           | Rundy eliminacyjne     | Rundy eliminacyjne   | Rundy eliminacyjne      | Rundy eliminacyjne    | Rundy eliminacyjne | Rundy eliminacyjne       | Klas. końcowa |
| Konkurencja           | Przeciwnik I           | Przeciwnik II        | Przeciwnik III          | Przeciwnik IV         | Przeciwnik V       | Przeciwnik VI            | Miejsce       |
| --------------------- | ---------------------- | -------------------- | ----------------------- | --------------------- | ------------------ | ------------------------ | ------------- |
| 60 kg styl klasyczny. | Percy Cockings (GBR) Z | Mariano Ciai (ITA) P | Mikael Hestdahl (NOR) Z | Heinrich Rauß (AUT) Z | Erik Öberg (SWE) P | Georg Gerstäcker (GER) P | 6.            |